# 羅德尼·羅伯特·波特
羅德尼·羅伯特·波特（英語：Rodney Robert Porter，1917年10月8日—1985年9月7日），英國生物化學家，出生於蘭開夏郡牛頓勒威洛斯。由於對抗體化學結構的研究，而於1972年與傑拉爾德·埃德爾曼（Gerald Maurice Edelman）共同獲得諾貝爾生理學或醫學獎。

## 外部連結
- Britannica Information （页面存档备份，存于）
- Nobel Prize Biography （页面存档备份，存于）